# ريمو فرويلر
ريمو فريلير (15 أبريل 1992 سويسرا - ) هو لاعب كرة قدم سويسري، يلعب كلاعب وسط.

## روابط خارجية
- ريمو فرويلر على موقع الاتحاد الدولي (مؤرشف)  (الإنجليزية)
- ريمو فرويلر على موقع الاتحاد الأوربي (الإنجليزية)
- ريمو فرويلر على موقع إي إس بي إن إف سي (الإنجليزية)
- ريمو فرويلر على موقع قاعدة بيانات كرة القدم.إي يو (الإنجليزية)
- ريمو فرويلر على موقع ناشيونال فوتبول تيمز (الإنجليزية)
- ريمو فرويلر على موقع Soccerbase.com (لاعب) (الإنجليزية)
- ريمو فرويلر على موقع Soccerway.com (الإنجليزية)
- ريمو فرويلر على موقع عالم كرة القدم.نت (الإنجليزية)
- ريمو فرويلر على موقع AS.com (الإسبانية)